# Rose Ausländer

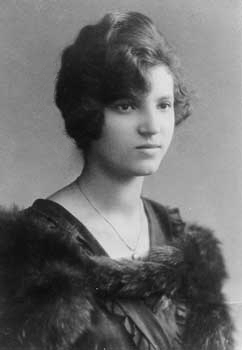
Rose Ausländer (1918)

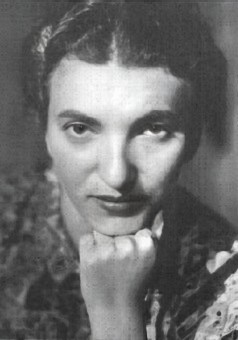
Rose Ausländer (1931)

Rose Ausländer (* 11. Mai 1901 in Czernowitz, Österreich-Ungarn; † 3. Januar 1988 in Düsseldorf; geborene Rosalie Beatrice Scherzer) war eine aus der Bukowina stammende deutsch- und englischsprachige Lyrikerin. Sie lebte in Österreich-Ungarn, Rumänien, den USA, Österreich und Deutschland.

## Leben

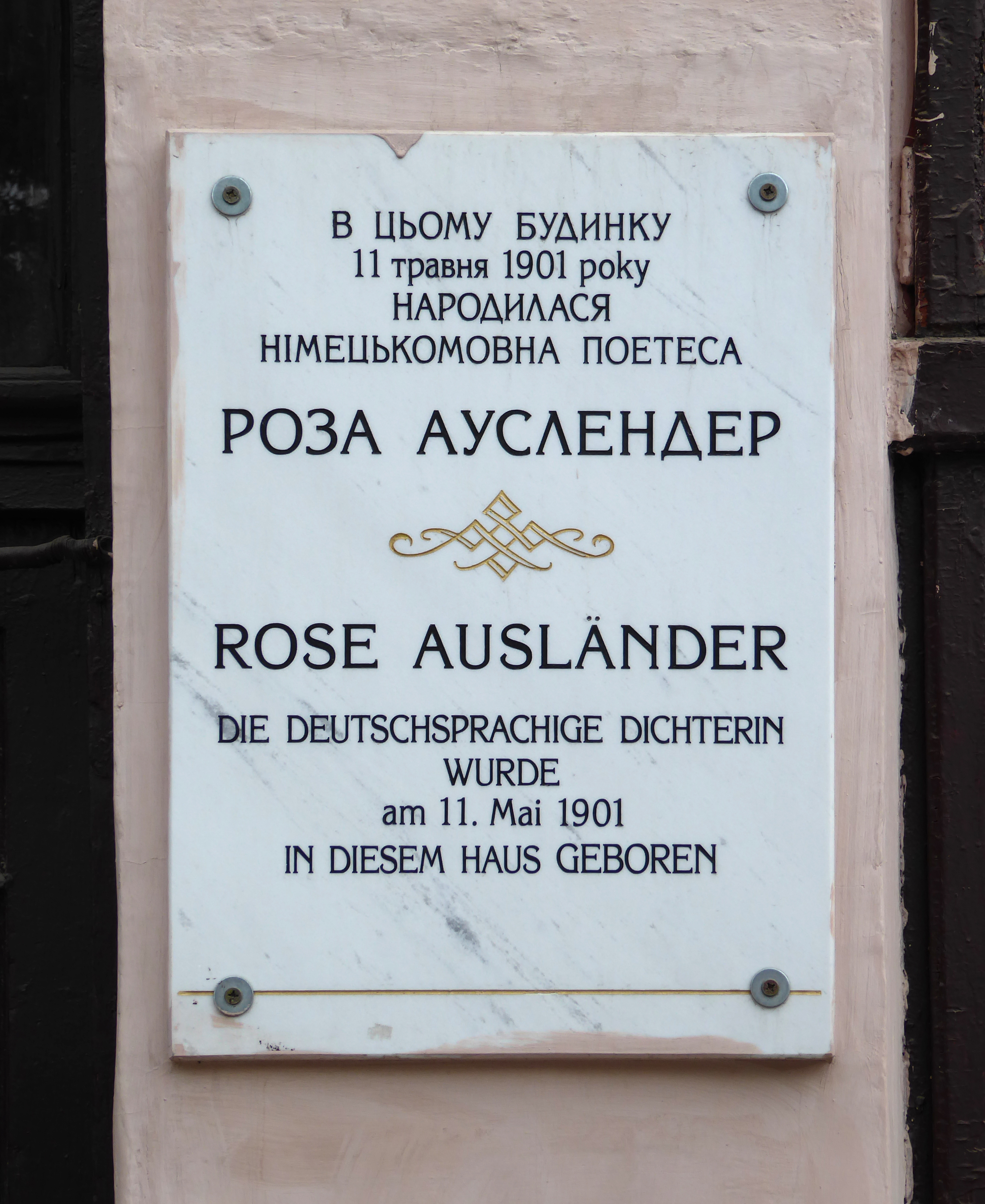
Gedenktafel am Geburtshaus in Czernowitz

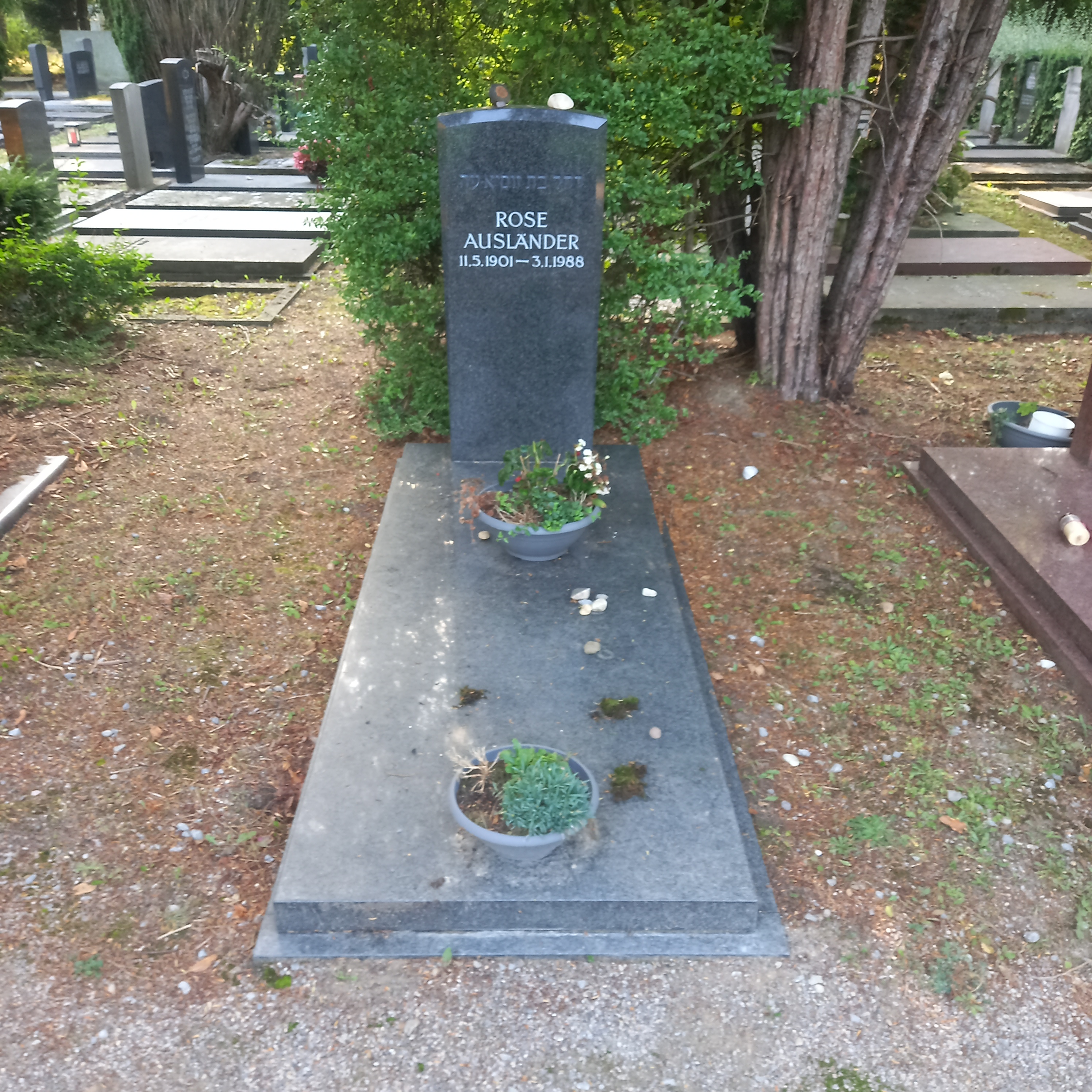
Das Grab von Rose Ausländer auf dem jüdischen Teil des Nordfriedhofs in Düsseldorf

Roses Vater Sigmund Scherzer stammte aus der streng orthodoxen, von Chassidismus und Mystik des Ostjudentums geprägten Stadt Sadagora, bekannte sich aber zum Freidenkertum. Er war Prokurist in einer Import-Export-Firma in Czernowitz, wo er seine Frau Etie Rifke Binder kennenlernte. Rose Scherzer wuchs in einem weltoffenen, liberal-jüdischen, auch kaisertreuen Elternhaus auf, in dem die wichtigsten Regeln der jüdischen Tradition bewahrt wurden.
Rose Scherzer lebte in Czernowitz, bis ihre Familie 1916 vor der zweiten russischen Besetzung der Stadt im Ersten Weltkrieg nach Budapest floh. Von dort zog sie mit ihren Eltern weiter nach Wien und absolvierte 1919/1920 die einjährige Germinal-Handelsschule der Wiener Kaufmannschaft. Als sie 1920 in das nun rumänische Czernowitz/Cernăuţi zurückkehrte, trat sie eine Stelle in einer Rechtsanwaltskanzlei an und studierte als Gasthörerin Literatur und Philosophie an der Czernowitzer Universität, brach das Studium aber ein Jahr nach dem Tod des Vaters ab. In Czernowitz nahm sie am „Ethischen Seminar“ von Friedrich Kettner teil, einem praktisch-philosophisch orientierten Seminar, in dem v. a. Constantin Brunner, Spinoza, Platon und die Bibel rezipiert wurden.
Gemeinsam mit ihrem Studienfreund Ignaz Ausländer verließ sie 1921 auf Anraten der Mutter die Bukowina und wanderte in die USA aus. Hier war sie unter anderem Buchhalterin beim Westlichen Herold und begann mit dem Schreiben. In dem von ihr bis 1927 redigierten Amerika-Herold-Kalender erschienen ihre ersten Gedichte. Am 19. Oktober 1923 heiratete sie Ausländer in New York, wo sie mittlerweile als Bankangestellte arbeitete, trennte sich aber bereits Ende 1926 wieder von ihm. Im selben Jahr erhielt sie die US-amerikanische Staatsbürgerschaft.
1927 kehrte sie für acht Monate in die Bukowina zurück, um ihre erkrankte Mutter zu pflegen, und lernte den Kulturjournalisten und Graphologen Helios Hecht kennen. Das Paar reiste 1928 nach New York; Rose Ausländer veröffentlichte in den folgenden Jahren eine Reihe von Gedichten und Feuilletons in deutschsprachigen-amerikanischen Zeitungen. 1930 wurde ihre Ehe mit Ignaz Ausländer geschieden.
1931 kehrte Ausländer mit Hecht nach Czernowitz zurück. Sie veröffentlichte Gedichte und Aufsätze in Zeitungen, Zeitschriften und Anthologien, übersetzte aus dem Jiddischen und Englischen, gab Englischunterricht und arbeitete als Lebensberaterin für die Zeitung Der Tag. Da sie mehr als drei Jahre nicht mehr in den USA gewesen war, wurde ihr 1934 die US-amerikanische Staatsbürgerschaft aberkannt. 1935 trennte sie sich von Hecht. Sie arbeitete als Fremdsprachenkorrespondentin für eine Chemiefabrik in Bukarest.
1939 erschien durch die Vermittlung von Alfred Margul-Sperber ihr erster Gedichtband Der Regenbogen, der zwar von der Kritik gelobt wurde, aber beim Publikum durchfiel. Von Freunden in den USA gedrängt, wegen der bedrohlichen politischen Situation in Czernowitz nach New York zurückzukehren, reiste sie 1939 erneut in die USA, kehrte jedoch noch im selben Jahr nach Czernowitz zurück, um ihre schwer erkrankte Mutter zu pflegen. In der Folge des Hitler-Stalin-Pakts von 1939 besetzten im Juni 1940 sowjetische Truppen Czernowitz und die nördliche Bukowina. Ausländer wurde als angebliche US-Spionin vom sowjetischen Inlandsgeheimdienst NKWD verhaftet und nach viermonatiger Haft wieder aus dem Gefängnis entlassen. Sie arbeitete nun als Krankenschwester in einer Augenklinik. Nach dem Überfall auf die Sowjetunion besetzten die mit Deutschland verbündeten rumänischen Truppen unter Marschall Ion Antonescu Anfang Juli 1941 Czernowitz. Auch Rumänen verfolgten und ermordeten Juden. Rose Ausländer wurde ins Ghetto der Stadt gesperrt, wo sie Paul Celan kennenlernte. Sie durfte die Stadt auch nach der Auflösung des Ghettos nicht verlassen, entging jedoch Zwangsarbeit und Deportation und überlebte in einem Kellerversteck.
Im Frühjahr 1944 marschierte die Rote Armee in Czernowitz ein, das nun wieder sowjetisch wurde, und befreite die wenigen überlebenden Juden. Rose Ausländer reiste über Rumänien neuerlich nach New York und arbeitete wieder als Fremdsprachenkorrespondentin. Ihre Gedichte schrieb sie bis 1956 ausschließlich auf Englisch. 1957 traf sie in Paris Paul Celan; unter seinem Einfluss löste sie sich von ihrem klassisch-expressionistischen Ton und modernisierte ihren Stil – eine Entwicklung, die bereits in New York unter dem Eindruck der amerikanischen Moderne, vor allem durch die Rezeption Marianne Moores, begonnen hatte.
1964 zog Rose Ausländer nach Wien um und 1965 nach Düsseldorf. Als Verfolgte des NS-Regimes erhielt sie eine Entschädigung und bezog eine Rente. Ihr zweiter Gedichtband Blinder Sommer (1965) war ihr literarischer Durchbruch und brachte ihr die erste Auszeichnung, den „Silbernen Heinetaler“ des Verlages Hoffmann und Campe. Bis 1971 unternahm Rose Ausländer ausgedehnte Reisen durch Europa, vor allem nach Italien und 1968/69 letztmals in die USA.
1972 zog sie ins Nelly-Sachs-Haus, das Altenheim der Jüdischen Gemeinde Düsseldorfs. Es war Rose Ausländer, die anregte, dass dieses jüdische Altenwohn- und Pflegeheim in der Nelly-Sachs-Straße in Düsseldorf-Stockum nach Nelly Sachs benannt wurde. Noch lange nach ihrer Übersiedlung nach Deutschland war Rose Ausländer kaum bekannt, erst der Verleger Helmut Braun, den sie 1975 kennenlernte, änderte das. Nach einem Oberschenkelhalsbruch, von dem sie sich nicht mehr erholte, beschloss Rose Ausländer 1977, ihr Zimmer nicht mehr zu verlassen und sich nur noch auf ihr Schreiben zu konzentrieren. Bis zu ihrem Tod 1988 veröffentlichte sie zahlreiche Gedichtbände, die hohe Auflagen erreichten. Der Nachlass ihrer Werke wird im Heinrich-Heine-Institut aufbewahrt. Rose Ausländer fand auf dem jüdischen Friedhof auf dem Gelände des Nordfriedhofs Düsseldorf ihre letzte Ruhestätte.
Rose Ausländers Bibliothek befindet sich heute im Heinrich-Heine-Institut Düsseldorf.

## Rezeption
2014 widmete sich eine Veranstaltungsreihe im Philosophicum Basel dem Werk Rose Ausländers mit einer Reihe von Vorträgen, Dokumentarfilmen, Lesungen und Gesprächen. Es wird auch eine Wanderausstellung der Friedensbibliothek Berlin gezeigt.

## Werke (Auswahl)

### Lyrik
- 1939: Der Regenbogen
- 1965: Blinder Sommer
- 1967: 36 Gerechte
- 1974: Ohne Visum
- 1975: Andere Zeichen
- 1976: Gesammelte Gedichte
- 1976: Noch ist Raum
- 1976: Die Frühlinssonne
- 1977: Doppelspiel
- 1978: Aschensommer
- 1978: Mutterland
- 1978: Es bleibt noch viel zu sagen
- 1979: Ein Stück weiter
- 1980: Einverständnis
- 1980: Daheim
- 1981: Mein Atem heißt jetzt
- 1981: Im Atemhaus wohnen
- 1981: Einen Drachen reiten
- 1982: Mein Venedig versinkt nicht
- 1982: Südlich wartet ein wärmeres Land
- 1983: So sicher atmet nur Tod
- 1984–90: Gesammelte Werke
- 1987: Ich spiele noch
- 1987: Der Traum hat offene Augen

### Briefwechsel
- Hans Bender: Briefe und Dokumente 1958–1995. (= Texte aus der Bukowiner Literaturlandschaft. Band 48). Rimbaud, Aachen 2009, ISBN 978-3-89086-517-1.
- Alfred Kittner: Briefe mit Rose Ausländer. (= Texte aus der Bukowina. Band 34). Rimbaud, Aachen 2006, ISBN 3-89086-581-X.
- mit Ursula u. Wolfgang Ratjen: „Meine liebe Frau Ratjen … Grüße auch an Wolfi“ Briefwechsel. (= Schriftenreihe der Rose Ausländer-Stiftung. Band 8). Ausländer-Stiftung, Köln 1997, ISBN 3-932670-08-6 & ISBN 3-932670-07-8.
- Helmut Braun (Hrsg.): „My dear Roisele!“ Itzig Manger, Elieser Steinbarg u. a. jiddische Dichter der Bukowina. Illustrator Arthur Kolnik. (= Schriftenreihe der Rose Ausländer-Gesellschaft. 6). Üxheim 1996, ISBN 3-86575-255-1.[6]
- Harald Vogel, Michael Gans (Hrsg.): „Jedes Wort ist notwendig“: Zum literarischen Briefwechsel Rose Ausländer – Peter Jokostra. Interkulturelles Symposium: Pädagogische Hochschule Ludwigsburg in Zusammenarbeit mit der Universität Czernowitz; (= Jahrbuch der Rose Ausländer-Gesellschaft 2003; Schriftenreihe, 17). Aphorisma, Berlin 2011, ISBN 978-3-86575-272-7.[7]

## Auszeichnungen und Ehrungen
- 1966: Silberner Heinetaler des Verlages Hoffmann und Campe
- 1967: Droste-Preis der Stadt Meersburg
- 1977: Ida-Dehmel-Literaturpreis der GEDOK
- 1977: Andreas-Gryphius-Preis
- 1978: Mitglied der Deutschen Akademie für Sprache und Dichtung
- 1978: Ehrengabe des Kulturkreises der Deutschen Wirtschaft im BDI
- 1980: Roswitha-Medaille der Stadt Bad Gandersheim
- 1984: Großer Literaturpreis der Bayerischen Akademie der Schönen Künste
- 1984: Großes Verdienstkreuz des Verdienstordens der Bundesrepublik Deutschland
- 1986: Evangelischer Buchpreis

Eine nach ihr benannte Rose-Ausländer-Straße gibt es in Kaarst und seit 2018 in Düsseldorf-Derendorf.

## Vertonungen
- Kurt Bikkembergs: Preise die kühlende Liebe der Luft (2017) für Kinder- und Jugendchor (gewidmet dem Ulmer Spatzen Chor)

1. Singen – 2. Der Garten – 3. Auch so etwas – 4. Vielleicht – 5. Gemeinsam – 6. Wachsen dürfen – 7. Noch bist du da
- Nikolaus Brass: Rose-Ausländer-Lieder (1987) für 4 Frauenstimmen. Texte aus Im Atemhaus wohnen: Das Schönste; Mein Haus; Hinter den Wänden. Dauer: ~8’. UA 4. November 1987 Stuttgart (Planetarium; Ensemble <belcanto>, Leitung: Dietburg Spohr). CD (Koch-Schwann / Aulos 3-1386-2)
- Arthur Dangel (* 1931): Ausländer-Zyklus (2004/05). Texte aus: Ich eine kleine Blume

1. Dennoch Rosen – 2. Wir träumen Schlaraffenland – 3. Die Finsternis wächst – 4. Im Leuchtfeuer – 5. Hereingefallen sind wir – 6. Keine Gedichte – 7. Aufatmen – 8. Ich bin Kain – 9. Nichts tröstet – 10. Ich lausche – 11. Ich eine kleine Blume – 12. Morgens eine Nachtigall – 13. Im Sommer – 14. Jenen verlorenen Zeiten – 15. Ich sammle meine Verluste – 16. Aus der Sonne – 17. Ich danke den Göttern – 18. Das Weiß einer Säule – 19. Ich bin schon lange verschollen – 20. Die Tage des Schweigens – 21. Ich war ein Vogel
- Siegrid Ernst: Das Signal (2012) für Sprechstimme und Orgel

1. Das Signal („Ein Gerücht geht um…“) – 2. Werben („Die großen Worte…“) – 3. Gemeinsam („Vergesset nicht…“) – 4. Hoffnung („Wer hofft / ist jung…“) – 5. Noch bist du da („Wirf deine Angst / in die Luft…“)
- David Philip Hefti: Rosenblätter (2007). Liederzyklus für mittlere Stimme und Klavier. UA 30. November 2009 Zürich (Tonhalle; Judith Schmid [Mezzosopran], Sarah Tysman [Klavier]). Notenausgabe: Edition Kunzelmann GmbH. CD: telos music records (TLS 103)

1. Träumende Heimat („Ich küsse dich Nacht…“) – 2. Das Unersättliche („Wir Ungleichen…“) – 3. Dennoch („Die Schönheit der Blumen…“) – 4. Tränen („Sie löschen das Feuer…“) – 5. Wirrwarr („Sich selber betrügen…“) – 6. Der Garten („Der Garten / öffnet seine Rosen…“) – 7. Nachtstück („Messing des Mondes…“) – 8. Wabe („Eine Wabe Zeit…“) – 9. Abschied („Trauert / um deine Augen…“) – 10. Himmel („Es wird dafür gesorgt…“) – 11. Das Schönste („Ich flüchte…“) – 12. Den Weg finden („Nachts schwimme ich / im Strom der Sterne…“) – 13. Mit leeren Händen („Ich komme zu mir…“) – 14. Melancholie – 15. Das Ziel („Das Ziel ist an mir / vorübergegangen…“)
- Wolfgang Nening (* 1966): Noch ist das Lied nicht aus (1997) für mittlere Stimme und Klavier (= Nr. 4 aus Vier Lieder nach Texten österreichischer Autorinnen: Hertha Kräftner, Ingeborg Bachmann und Rose Ausländer)
- Friedrich Scholz: Himmelsspiel („Himmel, Märchenfreund, wie spielen wir in deinen Ätherräumen!“) für Singstimme und Klavier (= Nr. 4 aus Acht Liedvertonungen nach Gedichten von Rose Ausländer, Mascha Kaléko und Hermann Hesse)
- Margarete Sorg-Rose: Im Atemhaus (1995). Liederzyklus für Mezzosopran und Klarinette in B. Notenausgabe: Edition Tonger, ISBN M-005-28100-9

1. Im Atemhaus – 2. Aprilwind – 3. Bukowina II – 4. Baum – 5. Ich bin ein Baum – 6. Nägel – 7. Grundworte – 8. Sag nicht I – 9. Aus einem heißen Schlaf – 10. Unsere Sterne – 11. Lichtkraft – 12. Vertrauen – 13. Im Atemhaus / Epilog